# مرکورکرم
مرکورکرم (به انگلیسی: Mercurochrome) (در فرهنگ عامیانه دوا گلی) نام تجاری ماده‌ای حاوی مربرومین (به انگلیسی: Merbromin) است. از این ماده برای گندزدایی موضعی بریدگی‌های جزئی و خراش‌ها استفاده می‌شود. مربرومین ترکیب نمک جیوهٔ ارگانیک دی‌سدیم و فلورسین سدیم است. به دلیل وجود جیوه در این محلول دیگر مصارف پزشکی ندارد.

## جایگزین
هنگامی که بر روی زخم مالیده شود، لکه‌های تیره قرمز رنگ روی پوست باعث می‌شود التهابی که نشان‌دهنده‌ٔ عفونت است سخت‌تر تشخیص داده شود.
به جای مرکورکروم می‌توان از موادی مانند کلروکسیلنول یا پوویدون آیوداین استفاده کرد.
اگر مرکورکرم حاوی ۲٪ مربرومین باشد و بقیه محلول، الکل یا آب باشد بدون نسخه پزشک قابل فروش است.

## پیشینه
دکتر یونگ (به انگلیسی: Hugh H. Young) و وایت (به انگلیسی: white) خاصیت گندزدایی این ماده را در سال ۱۹۱۹ میلادی در بیمارستان جان هاپکینز کشف کردند.
این ماده به سرعت توسط پزشکان و پدر و مادرها بر روی زخم‌ها به کار برده شد؛ اما به دلیل احتمال مسمومیت جیوه توسط اداره مواد غذائی و داروئی ایالات متحده آمریکا در سال ۱۹۹۸ از فهرست داروهای ایمن خارج شد.